# Kopplingen
Kopplingen är en svensk thrillerminiserie i tre delar från 1991 i regi av Thomas Hellberg. I rollerna ses bland andra Hellberg, Jan Malmsjö och Frej Lindqvist. Man kan kalla detta en ytligt maskerad beskrivning av "Bordellhärvan", åtminstone vad beträffar namn och händelser. Man har i vissa fall lekt med huvudpersonernas initialer eller namn, dock en aning omkastade. "Signe Dorff" motsvarar Doris Signe Hopp, medan ministern "Gerhard Lundh" (GL) motsvarar Lennart Geijer (LG).
Serien bygger på Thomas Hellbergs och Lars Magnus Janssons roman med samma namn från 1986.

## Handling
Journalisten Johan Strandin har tipsats om en mycket delikat historia, en bordellskandal där Sveriges finansminister och andra höga samhällsmedborgare är inblandade.

## Rollista
- Thomas Hellberg – journalisten Lars Kjäll
- Jan Malmsjö – Gustav Molinder
- Frej Lindqvist – finansminister Gerhard Lundh
- Yvonne Lombard – Signe Dorff
- Axel Düberg – Kurt Larsson
- Anders Ahlbom – poliskonstapel Andersson
- Halvar Björk – Douglas
- Lene Bragli – Barbro
- Anette Brusewitz – Viveca Dahlén
- Sharon Dyall – prostituerad
- Lars Engström
- Göran Graffman – Mårtensson
- Marie Göranzon – Maja
- Rune Hallberg
- Sten Johan Hedman – journalisten Johan
- Mathias Henrikson – advokat Stendahl
- Jan Hermfelt
- Helena Kallenbäck – sekreterare
- Carl Kjellgren – redaktör
- Per Myrberg – premiärminister
- Lis Nilheim
- Moktar Resaissi – Dragan
- Thomas Roos
- Ole Ränge
- Jan Sjödin
- Per Sjöstrand
- Lena Strömberg – Bibi, prostituerad
- Lil Terselius – Beatrice Lundh

## Om serien
Serien producerades av Moviemakers och sändes första gången 10 december 1991 i TV4. Manus skrevs av Anders Granström, Hellberg och Lars Magnus Jansson och musiken av Elia Cmiral.